# Iowa (tribo)

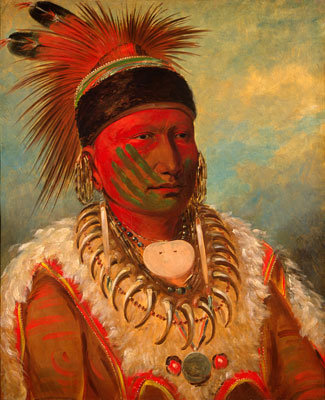
Nuvem Branca, chefe dos Iowa em 1845, por Catlin (National Gallery of Art)

Os iowa (também ioway) são uma tribo ameríndia siouan (grupo hoka-sioux), cujo nome provém de ayuhwa ("dormidos"), mas que chamavam a si próprios de pahotcha ou bah-kho-je ("caras empoeiradas" ou "neve cinzenta").
Antigamente viviam nas margens do lago Ontário, de onde emigraram para o actual Iowa. Actualmente vivem em duas reservas no Condado de Brown, no estado de Kansas, de 947,63 acres; no Condado de Richardson, no estado de Nebraska, de 210,06 acres; e na Reserva Kensan do Iowa Trust de Oklahoma.
Em tempos pré-históricos emigraram do norte dos Grandes Lagos para o actual Iowa. Até o século XVI emigraram do rio Mississippi para as grande planícies, e possivelmente se separaram da tribo Winnebago. Até o início do século XVIII estavam localizados em Red Pipestone Quarry, em Minnesota, de onde iriam no século seguinte para as ribeiras do Platte, onde seriam visitados por Lewis e Clark em 1804. Ali comerciavam com os franceses e com as outras tribos, graças à sua vantajosa situação pelas jazidas de calinite.